# 가이드북

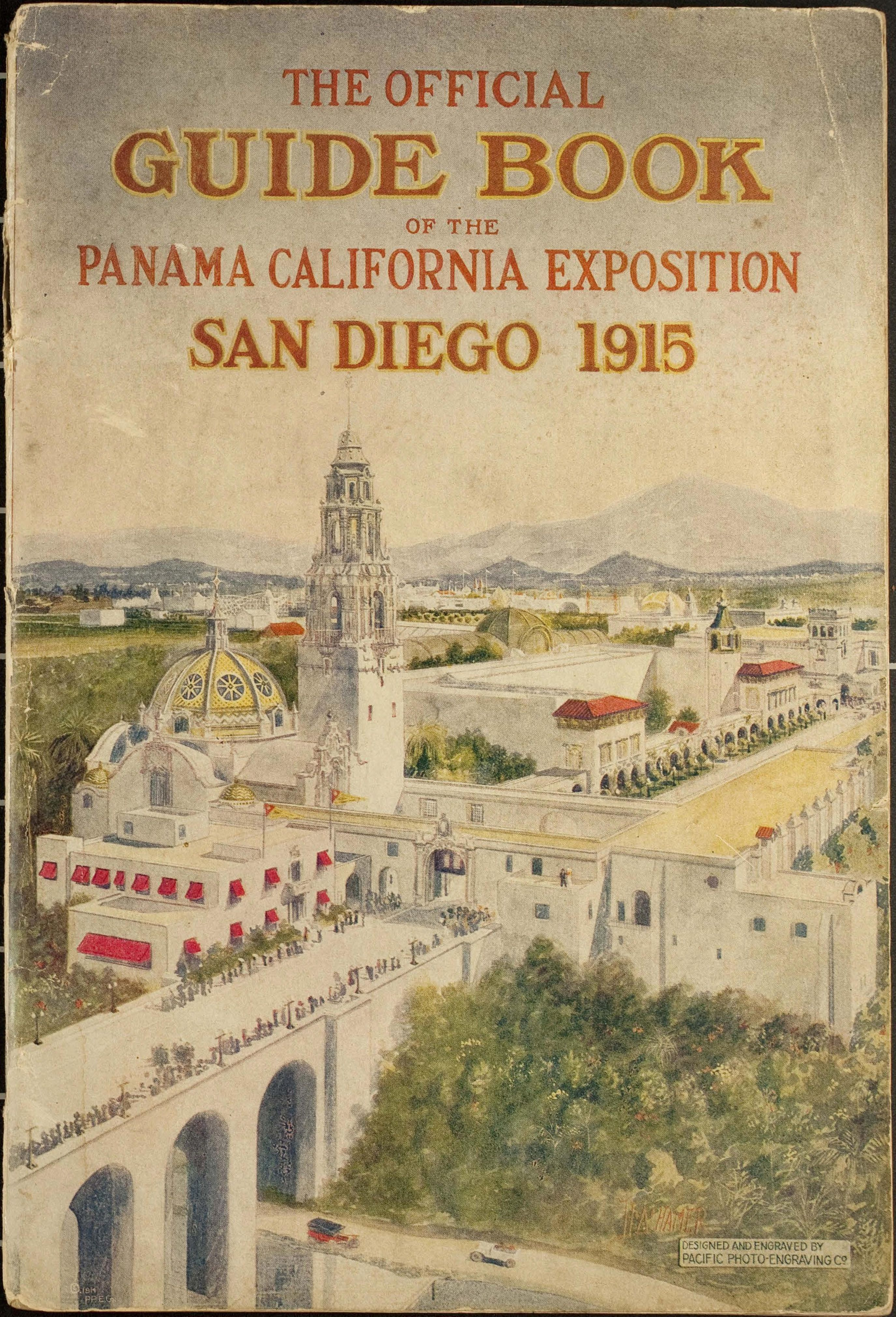

가이드북(guide book), 또는 안내서, 지침서는 특정 이벤트나 시설 등에 대한 안내와 설명을 담은 책이나 소책자를 말한다. 그 중에서도 특히 특정 지역에 대한 지리적 위치, 관광지, 여정을 자세하게 제공하는 여행자들을 위한 책을 말한다.
일반적으로, 전화 번호, 주소, 가격 등의 내용을 포함하고 호텔 및 기타 숙박 시설, 레스토랑 리뷰, 세부 사항과 지도를 포함시킨다. 가끔은 역사와 문화 정보도 제공한다. 어떤 책에는 여행 예산, 특정 관심사에 집중하여, 동성애 커플을 위한 책도 있다.
제작자의 느낀 점이 별로 서술되지 않고, 보다 자세한 정보를 제공한다는 점에서 기행문과는 다르다. 안내서와 가이드북은 서로 비슷하나, 대체로 가이드 북은 여행자를 위한 여행 관련 정보를 제공하는 데에 중점을 두지만 안내서는 내용에 관계없이 안내를 목적으로 하는 도서이기 때문에 더 넓은 의미로 볼 수 있다.

## 역사

### 중세 아랍 세계
ㅑ

### 디지털 세계
디지털 기술의 출현과 함께, 책 대신 인터넷이나 휴대용 컴퓨터, 아이팟 등으로도 제공된다.

## 같이 보기
- 여행
- 회화집
- 가이드